# Темпл (Джорджія)
Темпл (англ. Temple) — місто (англ. city) в США, в округах Керролл і Гералсон штату Джорджія. Населення — 5089 осіб (2020).

## Географія
Темпл розташований за координатами 33°44′0″ пн. ш. 85°1′38″ зх. д. / 33.73333° пн. ш. 85.02722° зх. д. (33.733245, -85.027295).  За даними Бюро перепису населення США в 2010 році місто мало площу 17,87 км², з яких 17,62 км² — суходіл та 0,25 км² — водойми.

## Демографія
Згідно з переписом 2010 року, у місті мешкало 4228 осіб у 1456 домогосподарствах у складі 1123 родин. Густота населення становила 237 осіб/км².  Було 1674 помешкання (94/км²).
Расовий склад населення:
| - 73,2 % — білих - 22,4 % — чорних або афроамериканців - 0,4 % — корінних американців - 0,4 % — азіатів - 1,4 % — осіб інших рас |

До двох чи більше рас належало 2,2 %. Частка іспаномовних становила 3,4 % від усіх жителів.
За віковим діапазоном населення розподілялося таким чином: 31,7 % — особи молодші 18 років, 60,8 % — особи у віці 18—64 років, 7,5 % — особи у віці 65 років та старші. Медіана віку мешканця становила 31,3 року. На 100 осіб жіночої статі у місті припадало 91,7 чоловіків;  на 100 жінок у віці від 18 років та старших — 87,2 чоловіків також старших 18 років.
Середній дохід на одне домашнє господарство  становив 52 339 доларів США (медіана — 46 275), а середній дохід на одну сім'ю — 54 772 долари (медіана — 54 755). За межею бідності перебувало 6,8 % осіб, у тому числі 2,5 % дітей у віці до 18 років та 4,2 % осіб у віці 65 років та старших.
Цивільне працевлаштоване населення становило 1884 особи. Основні галузі зайнятості: роздрібна торгівля — 26,8 %, науковці, спеціалісти, менеджери — 18,7 %, транспорт — 15,9 %.